# ثيو فان ريسلبيرغ
ثيو فان ريسيلبيرغ (23 تشرين الثاني 1862 - 14 كانون الأول 1929)، رسام بلجيكي من المدرسة الفنية النقطية، وقد لعب دوراً محورياً في المشهد الفني الأوروبي في مطلع القرن العشرين.
ولد ثيو في غنت لعائلة برجوازية ناطقة بالفرنسية. درس أولاً في أكاديمية غنت، ثم انتقل عام 1879 إلى «الأكاديمية الملكية للفنون الجميلة» في بروكسل بإشراف «جان فرانسوا بورتالي». بدأت لوحات بورتالي عن شمال أفريقيا أسلوباً استشراقياً في بلجيكا. وقد كان لذلك تأثير قوي على الشاب ثيو فان ريسلبيرغ. فقد قام بين عامي 1882 و 1888 بثلاث رحلات إلى المغرب، والبقاء هناك لمدة سنة ونصف.
شارك ثيو في صالون غنت وكان عمره بالكاد 18 عاماً بلوحتين رسمهما لنفسه. بعد ذلك، قدم لوحة لنفسه وهو يدخن الغليون عام 1880، رسمها بألوان توحي بالحزن وهو التقليد الواقعي السائد في بلجيكا آنذاك. أما لوحته «طفل في بقعة مفتوحة في الغابة» عام 1880، فقد كانت خطوته الأولى نحو الانطباعية. ثم طور أسلوباً واقعياً خاصاً قريباً من الانطباعية. عام 1881، عرض لوحاته في بروكسل للمرة الأولى.

## روابط خارجية
- سيرة ذاتية قصيرة باللغة الألمانية
- مجموعة أعمال فنية فلمنكية